# Paleotrionyx
Genre
Synonymes
- † Palaeotrionyx Schmidt, 1945

Paleotrionyx est un genre éteint de tortues de la famille des Trionychidae dont les restes fossiles ont été mis au jour en Amérique du Nord. Il vivait lors du Paléocène et n’avait pas de scutelles sur sa carapace.

## Liste d'espèces
Selon Catalogue of Life (13 juillet 2019) :
- Paleotrionyx riabinini (Kuznetsov & Chkhikvadze, 1987) †
- Paleotrionyx singularis (Hay, 1907) †
- Paleotrionyx vittatus (Pommel, 1847) †

## Publication originale
- (en) Karl P. Schmidt, « A new turtle from the Paleocene of Colorado », Fieldiana: Geology, Chicago, Inconnu, vol. 10,‎ 1945 (ISSN 0096-2651 et 2162-4348, OCLC 3910929, LCCN 46002738, DOI 10.5962/BHL.TITLE.3383, lire en ligne).